# Hindu sarlósfecske
A hindu sarlósfecske (Zoonavena sylvatica) a madarak osztályának sarlósfecske-alakúak (Apodiformes) rendjébe és a sarlósfecskefélék (Apodidae) családjába tartozó faj.

## Rendszerezése
A fajt Samuel Tickell brit ornitológus írta le 1846-ban, az Acanthylis nembe Acanthylis sylvatica néven.

## Előfordulása
Dél-Ázsiában, Banglades, India és Nepál területén honos. Természetes élőhelyei szubtrópusi és trópusi síkvidéki és hegyi esőerdők, valamint ültetvények. Állandó, nem vonuló faj.

## Megjelenése
Testhossza 11 centiméter, testtömege 13 gramm.

## Életmódja
Rovarokkal táplálkozik.

## Természetvédelmi helyzete
Az elterjedési területe nagy, egyedszáma pedig stabil. A Természetvédelmi Világszövetség Vörös listáján nem fenyegetett fajként szerepel.

## Külső hivatkozások
- Képek az interneten a fajról
- Xeno-canto.org - a faj hangja és elterjedési területe